# Anomaloglossus tepuyensis
Anomaloglossus tepuyensis es una especie de anfibio anuro de la familia Aromobatidae.

## Distribución geográfica
Esta especie se encuentra a unos 1650 m de altitud en el tepuy Auyan en el estado de Bolívar en Venezuela y en el Monte Ayanganna en Guyana.

## Etimología
Su nombre de especie, compuesto de tepuy y el sufijo latín -ensis, significa "que vive adentro, que habita", y le fue dado en referencia al lugar de su descubrimiento, el tepuy Auyan.

## Publicación original
- La Marca, 1997 "1996" : Ranas del género Colostethus (Amphibia: Anura:Dendrobatidae) de la Guayana Venezolana con la descripción de siete especies nuevas. Publicaciones de la Asociación de Amigos de Doñana, vol. 9, p. 1-64.[5]